# 베이징 지하철 17호선
베이징 지하철 17호선(중국어: 北京地铁17号线)은 중화인민공화국 베이징시에 건설 중인 베이징 지하철의 노선이다. 2021년 12월 31일에 남쪽 구간이 선개통되었다. 차후 2023년 12월 31일에 북쪽 구간이 개통하였고, 2024년에는 중간 구간이 개통될 예정이다.

## 역 일람
| 역이름         | 중문명         | 영문명                    | 시간 | 환승역                     | 역간 거리 | 누적 거리 | 소재지      | 소재지   |
| -------------- | -------------- | ------------------------- | ---- | -------------------------- | --------- | --------- | ----------- | -------- |
| 미래 과학성 북 | 未来科学城北站 | Future Science City North | 0:00 |                            | 0.000     | 0.000     | 베 이 징 시 | 창핑구   |
| 미래 과학성    | 未来科学城站   | Future Science City       |      |                            |           |           | 베 이 징 시 | 창핑구   |
| 톈퉁위안둥     | 天通苑东站     | Tiantongyuan Dong (E)     |      | ■ 13A선                    |           |           | 베 이 징 시 | 창핑구   |
| 칭허잉         | 清河营站       | Qingheying                |      |                            |           |           | 베 이 징 시 | 차오양구 |
| 훙쥔잉         | 红军营站       | Hongjunying               |      |                            |           |           | 베 이 징 시 | 차오양구 |
| 왕징시         | 望京西站       | Wangjing Xi (W)           |      | ■ 13호선 ■ 15호선          |           |           | 베 이 징 시 | 차오양구 |
| 타이양궁       | 太阳宫站       | Taiyanggong               |      | ■ 10호선                   |           |           | 베 이 징 시 | 차오양구 |
| 시바허         | 西坝河站       | Xibahe                    |      | ■ 12호선                   |           |           | 베 이 징 시 | 차오양구 |
| 쭤자좡         | 左家庄站       | Zuojiazhuang              |      |                            |           |           | 베 이 징 시 | 차오양구 |
| 노동자 경기장  | 工人体育场站   | Workers' Stadium          |      | ■ 3호선                    |           |           | 베 이 징 시 | 차오양구 |
| 둥다차오       | 东大桥站       | Dongdaqiao                |      | ■ 6호선 ■ 핑구 선 ■ 28호선 |           |           | 베 이 징 시 | 차오양구 |
| 융안리         | 永安里站       | Yong'an Li                |      | ■ 1호선                    |           |           | 베 이 징 시 | 차오양구 |
| 광취먼와이     | 广渠门外站     | Guangqumen Wai            |      | ■ 7호선                    |           |           | 베 이 징 시 | 둥청구   |
| 판자위안시     | 潘家园西站     | Panjiayuan Xi (W)         |      |                            |           |           | 베 이 징 시 | 차오양구 |
| 스리허         | 十里河站       | Shilihe                   |      | ■ 10호선 ■ 14호선          |           |           | 베 이 징 시 | 차오양구 |
| 저우좌좡       | 周家庄站       | Zhoujiazhuang             |      |                            |           |           | 베 이 징 시 | 차오양구 |
| 스바리뎬       | 十八里店站     | Shibalidian               |      |                            |           |           | 베 이 징 시 | 차오양구 |
| 베이선수       | 北神树站       | Beishenshu                |      |                            |           |           | 베 이 징 시 | 퉁저우구 |
| 츠취베이       | 次渠北站       | Ciqu Bei (N)              |      |                            |           |           | 베 이 징 시 | 퉁저우구 |
| 츠취           | 次渠站         | Ciqu                      |      | ■ 이좡 선                  |           |           | 베 이 징 시 | 퉁저우구 |
| 자후이후       | 嘉会湖站       | Jiahuihu                  |      |                            |           |           | 베 이 징 시 | 퉁저우구 |

## 같이 보기
- 베이징 지하철